# 출차
천문학에서 출차(出差, evection)는 달이 지구를 한 바퀴 도는 월 주기 공전 시, 태양의 작용으로 인해 가장 크게 발생하는 불균일을 말한다. 종전에 이러한 현상은 달의 이차 변칙(second anomaly)이라고 불렸는데, 고대의 시기에도 프톨레마이오스의 발견에 기인하여 대체적으로 알려져 있었다. 현재의 이름인 출차는 훨씬 후대인 17세기에 지어진 것으로 불리알두스(Bullialdus)가 달 운동 이론에 관한 자신의 이론과 관련하여 지은 용어이다.
달의 황경은 출차에 의하여 약 31.8일을 주기로 약 ±1.274°( 도 ) 변화한다. 경도의 출차는{\displaystyle +4586.45''\sin(2D-\ell )}의 식으로 주어지는데, 여기서 {\displaystyle D} 는 태양에서 달까지의 평균 각거리(연신율)이고, {\displaystyle \ell }은 달의 근지점에서 달까지의 평균 각거리(평균 변칙)이다.
출차는 태양의 작용으로 인하여 달 궤도 이심률과 달의 근지점 위치가 약 6개월 주기로 칭동(libration)하는 것에 의하여 발생한다.
출차는 초승달과 보름달 위치에서 달의 중심 방정식(equation of the center) 값을 감소시키고, 4분월 위치에서는 중심 방정식 값을 증가시키는데, 이는 중심 방정식의 주된 항과 출차의 합의 식인,
{\displaystyle +22639.55''\sin(\ell )+4586.45''\sin(2D-\ell )}
로부터 알 수 있다.
초승달과 보름달 위치에서, D=0°또는 180°이 되고, 두 경우 모두 2D는 거의 0이 되므로 합산 식은, {\displaystyle +(22639.55-4586.45)''\sin(\ell )}로 된다.
4분월 위치에서 D=90°또는 270°이고, 2D 값은 모두 거의 180°가 되어, 출차 식의 부호가 변경되어, 결국 합산 식은, {\displaystyle +(22639.55+4586.45)''\sin(\ell )} 이 된다.

## 서지
- Brown, E.W. An Introductory Treatise on the Lunar Theory. Cambridge University Press, 1896 (republished by Dover, 1960).
- Brown, E.W. Tables of the Motion of the Moon. Yale University Press, New Haven CT, 1919, at pp. 1–28.
- H Godfray, Elementary Treatise on the Lunar Theory, (London, 1871, 3rd ed.).
- O Neugebauer, A History of Ancient Mathematical Astronomy (Springer, 1975), vol. 1, at pp. 84–85.
- R Taton & C Wilson (eds.), Planetary astronomy from the Renaissance to the rise of astrophysics, part A: Tycho Brahe to Newton, (Cambridge University Press, 1989), at pp. 194–195.